# Relations entre l'Islande et la Norvège
Les relations entre l'Islande et la Norvège font référence aux relations bilatérales entre l'Islande et le royaume de Norvège.
Les deux pays sont membres à part entière du Conseil de l'Europe, du Conseil nordique, de l'OTAN, du Conseil des États de la mer Baltique et de l'Association européenne de libre-échange. L'Islande a une ambassade à Oslo et la Norvège a une ambassade à Reykjavík.